# Forcella Aurine
Forcella Aurine (1.299 m) è un valico alpino della provincia di Belluno, nei pressi del confine con il Trentino. Mette in comunicazione il comune di Gosaldo (valle dei Molini) con Voltago (valle Sarzana) e il resto dell'Agordino.
Ubicata su un altopiano ai piedi del Monte Agner e della Croda Grande, rappresenta anche una piccola stazione turistica con alcune piste da sci e strutture ricettive. Gli impianti di risalita si devono all'ex fondista Marcello De Dorigo.

## Storia

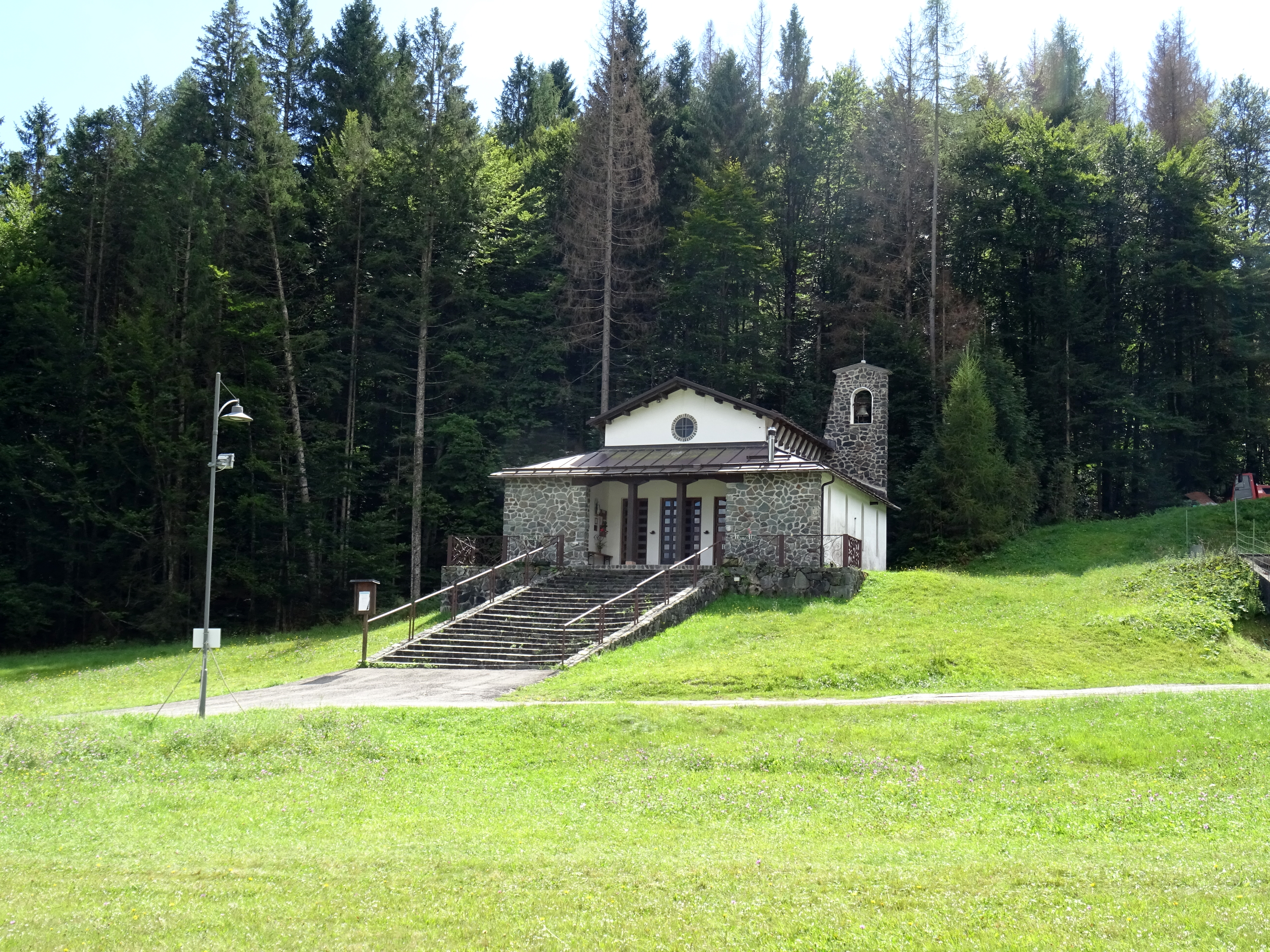
La chiesa dalla Beata Vergine della Neve

Sino alla costruzione del primo albergo (1921), Forcella Aurine era una località di transito disabitata, frequentata per il pascolo e la fienagione. La prima abitazione stabile fu realizzata nella seconda metà dell'Ottocento, ma venne distrutta da un incendio nel 1929. Durante la prima guerra mondiale vi venne costruita una strada militare della quale si possono ancora notare le tracce, parallela all'attuale strada provinciale.
Il primo albergo risale al 1921; da allora la località è divenuta una frequentata meta turistica, e, affianco all'albergo fu costruita anche una sala da ballo. Venne venduto negli anni 2000 - 2005 circa a una famiglia, che nel 2007 o 2008 probabilmente lo incendiò appositamente. Ancora oggi rimangono i resti dell'albergo, distrutto principalmente nella facciata dietro e la facciata verso la sala da ballo, mentre la sala da ballo è stata leggermente ristrutturata, ma ora è privata e non è accessibile agli altri. Dopo la seconda guerra mondiale divenne una meta turistica come frazione di Gosaldo, grazie alla pista da sci fondata dal famoso Marcello De Dorigo, morto nel 2024, ma la sua casa è rimasta, vicino alla chiesa, ma non accessibile al pubblico. Iniziarono a nascere case e adesso è diventato quasi un piccolo paesino, con il bar, la chiesa, la pista, i sentieri e le case.

## Attrazioni e sentieri
Oltre che la pista da sci, con il noleggio attrezzatura e la possibilità di avere maestri per imparare, e il bar (con noleggio di E-bike nella stagione estiva), ci sono molti sentieri, come per esempio il percorso educativo di Gioacchino, il sentiero per il Col di Luna, il sentiero per raggiungere il Rifugio Scarpa o il sentiero per raggiungere il piccolo paesino di Sant'Andrea.